# Campolongo al Torre
Campolongo al Torre (tiếng Friulia Cjamplunc) là một đô thị ở tỉnh Udine trong vùng Friuli-Venezia Giulia thuộc Ý, có cự ly khoảng 40 km về phía tây bắc của Trieste và khoảng 25 km về phía đông nam của thành phố Udine. Tại thời điểm ngày 31 tháng 12 năm 2004, đô thị này có dân số 720 người và diện tích là 5,9 km².
Đô thị Campolongo al Torre có các frazioni (đơn vị cấp dưới, chủ yếu là các làng) Cavenzano and San Leonardo.
Campolongo al Torre giáp các đô thị: Aiello del Friuli, Ruda, San Vito al Torre, Tapogliano, Villesse.